# Аеробне мезофилне бактерије
Аеробне мезофилне бактерије врста су микроорганизама која раста у температурном распону од 20-45°C (мезофилно), у присуству кисеоника (аеробно). Како већина ових бактерија оптимално успева на температури од 37°C (која је идентична са телесном температуром човека), оне спадају и у групу патогених бактерија.
Повећан број аеробних мезофилних бактерија у храни и води за пиће индикатор је старости и/или лошијег микробиолошког квалитета (највероватније као последица контаминације и/или почетка кварења).
У узетим микробиолошким брисевима број аеробних мезофилних бактерија представља количину бактерија које се налазе на површинама, рукама и прибору, и њихово повећан број указује на недовољно одржавање хигијене, чишћење, прање и дезинфекцију површина, посуђа, прибора и система за водоснабдевање.

## Опште информације
Укупан број аеробних мезофилних хетеротрофних бактерија је почетни параметар у процени микробиолошког квалитета воде за пиће. Ова параметар укључује следеће две групе микроорганизама:
Аутохтоне микроорганизме — који обично насељавају природне воде.
Алохтоне микроорганизме — који касније улазе у воду и контаминирају је.
Услови који доприносе развоју ових бактерија су:
- повољна температура (36ºС),
- присуство довољне количине органског угљеника који се апсорбује,
- аеробни услови

Одређивање укупних аеробних бактерија на (22 ± 2)ºС и (36 ± 2)ºС у води за пиће спада у основне анализе и нпр. према Уредби о здрављу воде за пиће У Републици Српској (2015) максимални дозвољени број укупних аеробних бактерија на (22 ± 2)ºС је 300 CFU/mL и на (36 ± 2 )ºC 100 CFU/mL. 

## Значај
Аеробне мезофилне бактерије не представљају опасност за човека, ако се налазе у дозвољеној количина у подземној води (100 бактерија/1 мл). Међутим, дуготрајна употреба воде са већим садржајем ових бактерија може проузроковати цревне поремећаје, али и смањење имунолошког стања организам. 
Према томе повећани укупни број аеробних мезофилних микроорганизама не представља претњу по здравље људи, већ је показатељ успешности процеса пречишћавања и дезинфекције воде, као и снабдевања водом становништва, и захтева примену одговарајуће дезинфекције.

## Примене
Укупан број аеробних мезофилне бактерије иако има малу вредност као показатељ присуства патогена, може се користити у оперативном мониторингу као индикатор дезинфекције воде, која има за циљ одржавање што мањег броја бактерија. 
Такође се овај индикатор може користити у процени чистоће и интегритета дистрибуционих система и присуства раста бактерија у биофилм формацијама на додирним површинама са водом.